# Space Gothic
Space Gothic ist ein Pen-&-Paper-Rollenspiel im Science-Fiction-Genre. Das Grundregelwerk von Space Gothic liegt in der 3. Edition vor (22. Oktober 2009 – Erstveröffentlichung 1993).
Das Rollenspiel wurde von der Fantastische Spiele GbR aus Wiesbaden entwickelt und publiziert. Der kleine Verlag veröffentlichte neben dieser eigenen Produktion auch in Lizenz Abenteuer für Call of Cthulhu. 2003 erschien das vorläufig letzte Space Gothic-Abenteuermodul „Snuff Runners“. Am 23. Oktober 2006 stellte die offizielle Website der GbR ihren Dienst ein. Ab 2007 verlegte Ulisses Spiele Space Gothic. Ab 2015 sind die Veröffentlichungsrechte wieder an Fantastische Spiele GbR zurückgefallen. Eine überarbeitete 2. Edition ist ab 2017 als PDF-Download über projekt papergames kostenfrei erhältlich.

## Hintergrund
Space Gothic kombiniert verschiedene Aspekte klassischer Science-Fiction Rollenspiele mit starken Horror-Elementen und Verschwörungstheorien. Trotz dieser eher düsteren Hintergrundgeschichte zeichnen sich die Quellenbände und Abenteuer jedoch durch starke humoristische und überzeichnende Elemente aus, indem z. B. lustige Kommentare aus den Spielrunden der Autoren als Randkommentare eingefügt werden oder ungewöhnliche Abenteuerschauplätze gewählt werden.
Space Gothic ist in einer düsteren Zukunftsvision des Jahres 2245 angesiedelt und verläuft ab 1999 in einer fiktiven Geschichtsentwicklung.
Während sich die Lebensbedingungen auf der Erde zu Beginn dieser Geschichtsentwicklung aufgrund von Überbevölkerung, Rohstoffknappheit und daraus resultierender Konflikte zwischen den Staaten zunächst zunehmend verschlechtern, gelingt es der Menschheit sich über das Sonnensystem und später auch über andere nahegelegene Planetensysteme auszubreiten. Im Zuge dieser Expansion treten machthungrige Konzerne zunehmend in den Vordergrund und übernehmen teilweise staatliche Aufgaben bzw. beginnen die den menschlichen Siedlungsraum beherrschende Terranische Staaten Union (TSU) zu unterwandern und die Gesellschaft nach ihren Interessen zu formen. Hierdurch bedingt bilden sich zahlreiche gesellschaftliche, religiöse und wirtschaftliche Interessenskonflikte im Space Gothic Universum.
So stehen sich die vom einflussreichen Megakonzern Prometheus Technical Industries (PTI) beherrschten und auch militärisch kontrollierten Kernwelten und die unter der Schirmherrschaft der (in religiöse Ritterorden aufgespaltenen) Raummarine stehenden Randwelten äußerst kritisch gegenüber. Beide Parteien bekämpften jedoch wiederum die Überreste des in einem Konzernkrieg vor mehreren Jahren unterlegenen und mittlerweile zu einer Rebellen- und Terroristenbewegung umgewandelten Konkurrenzkonzerns Shark Investments.
Entgegen dem offiziellen Standpunkt („Trotz anderslautender Gerüchte sind wir allein im All. Es gibt keinerlei stichhaltige Beweise, die auf die Existenz einer anderen intelligenten Rasse schließen lassen. Wir stehen für uns, mit Gott, in einer Galaxis, die darauf wartet, in Besitz genommen zu werden!“ -- Terry R. Pliar, Pressesprecher der Terranischen Staatenunion, 12. Januar 2245) ist die Menschheit bei Space Gothic nicht nur untereinander äußerst zerstritten, sondern sieht sich auch, von den Militärs und Geheimdiensten bislang sorgfältig geheimgehaltenen, feindseligen außerirdischen Rassen und Wesen anderer Dimensionen gegenüber.